# Efect de observator
Efectul de observator este numele mai multor fenomene din diferite domenii, în fiecare termenul definind o noțiune diferită.

## Utilizare în știință
În știință, termenul efect de observator se referă la schimbări pe care actul observației le va efectua asupra fenomenului observat. De exemplu, pentru ca noi să "vedem" un electron, trebuie ca un foton să interacționeze cu el, iar această interacțiune va schimba calea acelui electron. De asemenea, este teoretic posibil ca alte mijloace de măsurare, mai puțin directe, să afecteze electronul; chiar dacă electronul este pus într-o situație în care observarea lui este posibilă, fără ca acea observație să aibă loc, acesta, teoretic, tot și-ar schimba poziția.
În fizică, un efect de observator mai comun poate fi rezultat al instrumentelor care în mod necesar modifică starea a ceea ce ele măsoară într-un fel. De exemplu, În electronică, ampermetrele și voltmetrele de regulă trebuie să fie conectate la circuit, și astfel prin simpla lor prezență afectează curentul sau tensiunea pe care le măsoară. Analog, un termometru cu mercur trebuie să absoarbă energie termică pentru a înregistra o temperatură, modificând astfel temperatura corpului pe care o măsoară.
O utilizare greșită a termenului, des întâlnită, are loc în mecanica cuantică, unde, dacă rezultatul unui eveniment nu a fost observat, el există într-o stare de 'superpoziție', echivalentă cu a se afla în același timp în toate stările. În celebrul experiment imaginar numit Pisica lui Schrödinger pisica este presupusă nici vie, nici moartă până la observarea ei — până atunci, pisica este atât vie, cât și moartă (în termeni probabilistici, jumătate vie, jumătate moartă). Totuși, majoritatea fizicienilor, rezolvând aparentul paradox al lui Schrödinger, înțeleg că actele de 'observare' și 'măsurare' trebuie să fie definite în termeni cuantici înainte ca întrebarea să aibă sens. Din acest punct de vedere, nu există 'efect de observator', doar un sistem cuantic extrem de complex. O minoritate importantă consideră că ecuațiile duc la un răspuns; Wheeler, care probabil a lucrat mai în profunzime în acest domeniu decât oricare alt fizician până acum, a realizat un grafic în care universul era reprezentat de un "U" cu un ochi la un capăt, întors spre el însuși, pentru a-și descrie felul său de a înțelege. 
Principiul incertitudinii al lui Heisenberg este adesea confundat cu "efectul de observator". Principiul incertitudinii descrie de fapt cât de precis se poate măsura poziția și impulsul unei particule în același timp — dacă crește precizia determinării unei mărimi, este afectată precizie în măsurarea celeilalte. Astfel, principiul incertitudinii se ocupă de măsurare, nu de observare. Idea că Principiul Incertitudinii este cauzat de modificare (și deci de observare) nu este considerată validă de unii, deși era populară în primii ani ai mecanicii cuantice, și este repetată în unele discuții.
Există o problemă similară în mecanica cuantică legată de întrebarea dacă sistemele au proprietăți anterior măsurării acestora. Presupunerea că au este în literatură denumită "realism", deși s-a argumentat că termenul "realism" este folosit într-un sens mai strict decât cel de realism filosofic. Un experiment recent din domeniul fizicii cuantice a fost interpretat prin obligativitatea de a renunța la ideea de realism, deși autorul lucrării afirmă doar că "ar trebui să renunțăm la anumite trăsături intuitive ale realismului"  . Aceste experimente demonstrează o relație ciudată între actul măsurării și sistemul măsurat, dar nu este clar dacă necesită sau nu un observator conștient.

## Utilizare în tehnologia informației
În tehnologia informației, efectul de observator este impactul potențial al observării ieșirilor unui proces în timpul rulării respectivului proces. De exemplu, dacă un proces folosește un fișier de log pentru a-și înregistra progresul, atunci procesul poate deveni mai lent. Mai mult, chiar vizualizarea fișierului de log în timp ce procesul rulează poate cauza o eroare de intrare/ieșire, care, la rândul ei, poate duce la oprirea procesului.
Un alt exemplu ar fi observarea performanței unui procesor prin rularea atât a programului de observat cât și a celui care efectuează măsurătorile pe același procesor, ceea ce va conduce la rezultate imprecise deoarece programul de măsurare afectează el însuși performanța procesorului (procesoarele moderne, cu cache mare și bandă de asamblare sunt afectate în mod deosebit de acest gen de observații).
Observarea (sau mai degrabă debuggingul) unui program în rulare îi poate modifica acestuia codul sursă (adăugând ieșiri suplimentare sau generând fișiere de log) sau rularea acestuia într-un debugger poate uneori cauza dispariția sau modificarea comportamentului unor buguri, mărind dificultatea pentru persoana care încearcă să izoleze bugul.

## Utilizarea în științele sociale
În domeniul științelor sociale, efectul de observator se referă la felul în care oamenii își modifică comportamentul când știu că sunt urmăriți. De exemplu, în armată, inspecțiile anunțate sunt folosite pentru a vedea cât de bine se comportă soldații atunci când se străduiesc, iar inspecțiile neanunțate sunt folosite pentru a vedea cât de pregătiți sunt ei în general.